# Безносенко Андрій Петрович
Безносенко Андрій Петрович (нар. 2 грудня 1982 року, Славута) — український хірург-онколог та науковець, кандидат медичних наук Ph.D., МВА, Заслужений лікар України, завідувач науково-клінічного відділу торако-абдомінальної онкології клініки онкохірургії Національного інституту раку, головний лікар Національного інституту раку 2015—2023 рр.
Засновник та голова «Української спілки клінічних онкологів» (oncoHUB), засновник, член та секретар правління «Національної асоціації онкологів України», Національний представник Європейської асоціації колопроктологів (ESCP) 2021-2024..
Навчався хірургії колоректального раку в IRCAD (Страсбург, Франція), Medtronic Innovation Center (Стамбул, Туреччина, Academisch Medisch Centrum (Амстердам, Нідерланди), Bnai Zion Medical Center (Хайфа, Ізраїль), MD Anderson Cancer Center (Хьюстон, США), Harvard Medical School (Бостон, США), Memorial Sloan Kettering Cancer Center (Нью Йорк. США) та Stanford University School Medicine (Стенфорд, США).

## Життєпис
Безносенко народився 2 грудня 1982 року в місті Славута Хмельницької області. Закінчив середню школу № 53 у місті Миколаїв, після чого у 2006 році здобув освіту у Вінницькому національному медичному університеті ім. М. І. Пирогова на медичному факультеті. Після цього він пройшов аспірантуру в Національному інституті раку, де здобув ступінь кандидата медичних наук у галузі онкології у 2015 році. Крім того, він здобув освіту в галузі менеджменту організацій та адміністрування в Національному університеті «Києво-Могилянська Академія» у 2017 році та магістра бізнес-адміністрування (MBA) в Києво-Могилянській бізнес-школі у 2017 році. Він також проходив навчання з відповідального лідерства в Aspen Institute Kyiv у тому ж році.
З 2015 року засновник, член та секретар правління «Національної асоціації онкологів України».
Також є засновником та головою «Української спілки клінічних онкологів» — oncoHUB з 2020 року.

## Професійна діяльність
Безносенко є експертом з онкологічної хірургії, який спеціалізується на лапароскопічній та відкритій хірургії раку прямої та ободової кишки, хірургії прямої кишки зі збереженням сфінктера, хірургії рецидивів, місцеворозповсюджених та позаорганних пухлин органів черевної порожнини й тазу, реконструктивній та відновній хірургії товстої кишки, хірургічному та комбінованому лікуванні, в тому числі хімієтерапевтичному, колоректального раку з метастазами в печінку. Проводить складні хірургічні втручання в регіонах Україні та проводить навчання з лапароскопічній колоректальній хірургії.

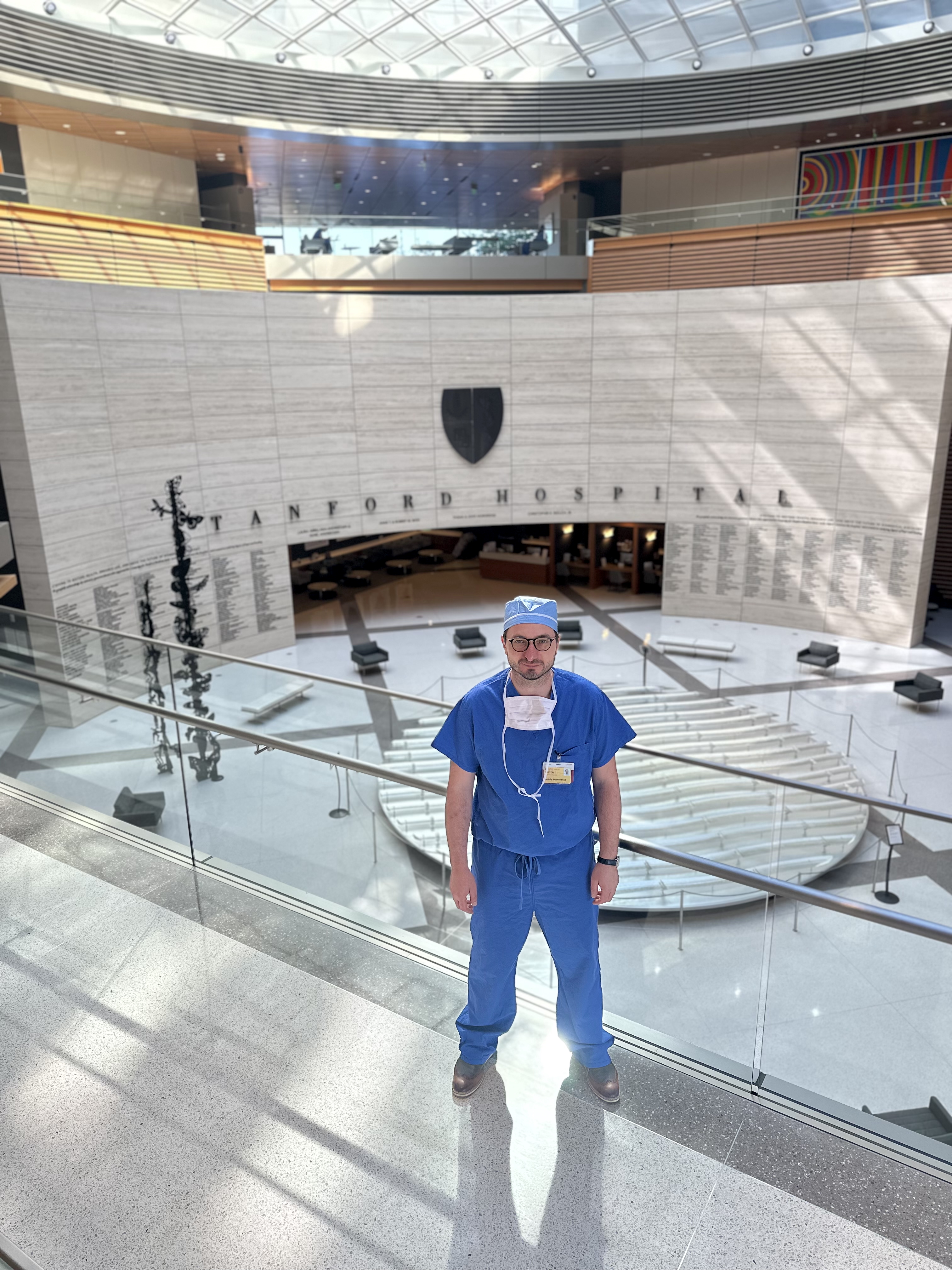
Безносенко Андрій під час стажування в Stanford Medical Centre, Stanford, CA, USA, 2024

Є членом групи з питань реформування системи охорони здоров'я при президенті України, та співавтором національних стандартів з лікування колоректального раку 2017 та 2023 років.
Також він є радником з питань онкології Global Medical Knowledge Alliance та членом Ukrainian Medical Scholars at Risk Scientific Advisory Board при Harvard Scholars at Risk (SAR) program.

## Громадська діяльність

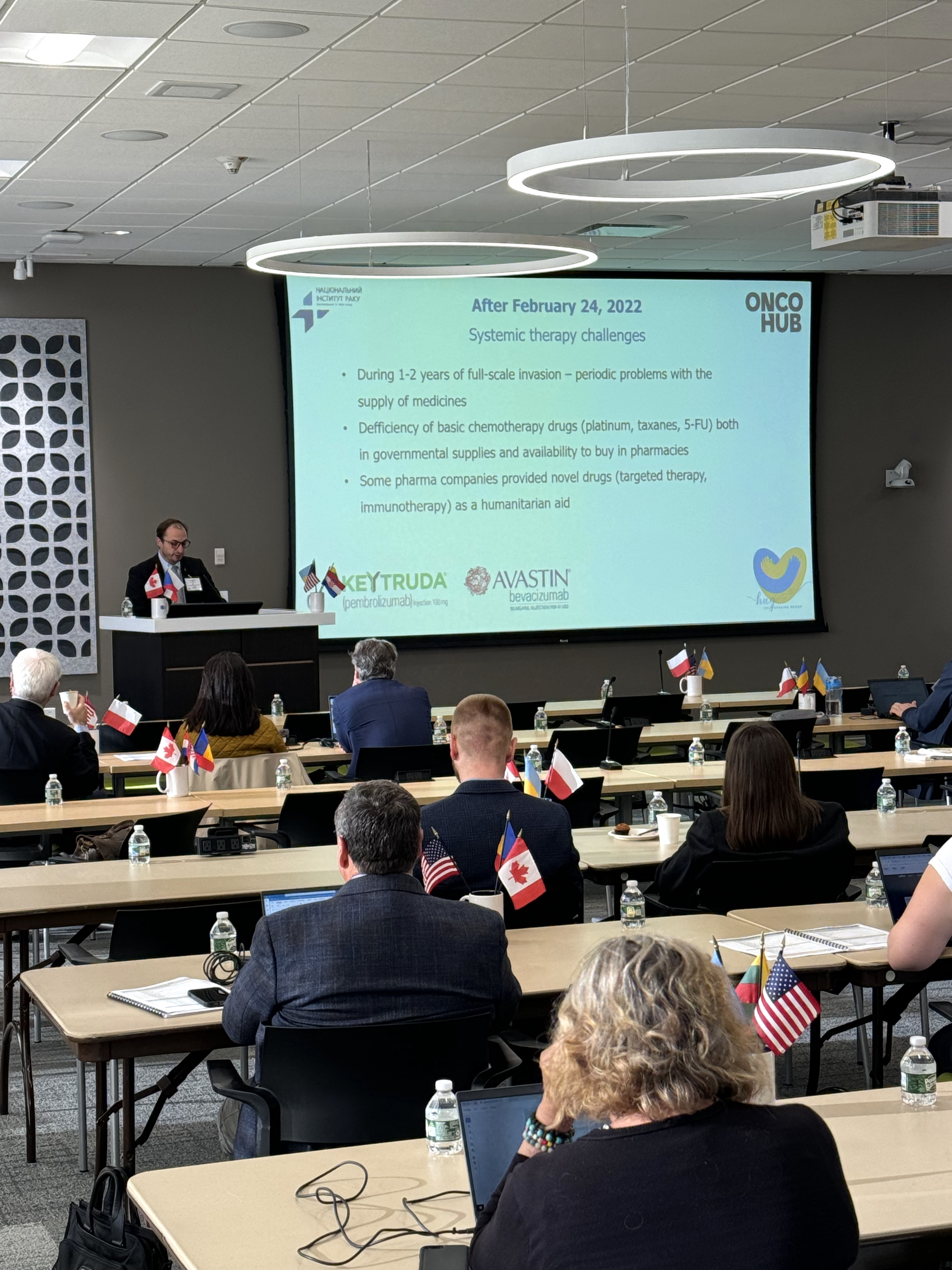
Виступ Безносенка Андрія на 4th Annual Marie Sklodowska-Curie Symposium, Buffalo, NY, USA, 27/oct/2024

Безносенко автор та співавтор наукових статей у світових наукових виданнях (The LancetOncology, Cancerworld, The Cancer Letter, Estro, Advances in Radiation Oncology та в The Guardian), зокрема про проблеми лікування раку в умовах війни. З початку повномасштабного вторгнення пріоритетом діяльності Безносенка стало висвітлення лікування раку в умовах воєнної агресії Російської Федерації.
У спецвипуску журналу НВ «Світ попереду 2022» за ексклюзивною ліцензією The Economist була опублікована стаття Безносенка Андрія «Українці чимдалі втрачатимуть довіру до системи охорони здоров'я, якщо нічого не зміниться» щодо проблем української медицини.
Безносенко висвітлює та популяризує наукові розробки в лікуванні раку серед українського населення, можливості системних змін щодо покращення лікування раку в Україні та проблем COVID та раку.
У 2021 році Безносенко створив соціальне відео щодо необхідності раннього виявлення раку за участю Яніни Соколової, Алли Мазур, Валерія Харчишина, яке транслювалося на національних телеканалах, в київському метрополітені, мережах кінотеатрів та найбільших залізничних вокзалів України.
Також він є автор соціального опитування щодо проблем онкології в Україні та організатором онкологічних конференцій та конгресів в Україні.
Безносенко є героєм відео сюжетів «Я — лікар» про героїв свого часу.
У 2024 році Безносенко Андрій став учасником телевізійного шоу "Пісня мого життя" на телеканалі 1+1 Україна.  

## Нагороди
- Заслужений лікар України — 2021 рік.[27]
- Грамота Верховної Ради України — 2021 рік.[28]

## Особисте життя
Має сина та доньку.